# 8210 NANTEN
8210 NANTEN este un asteroid din centura principală, descoperit pe 5 martie 1995, de Takao Kobayashi.